# Dominique Pire

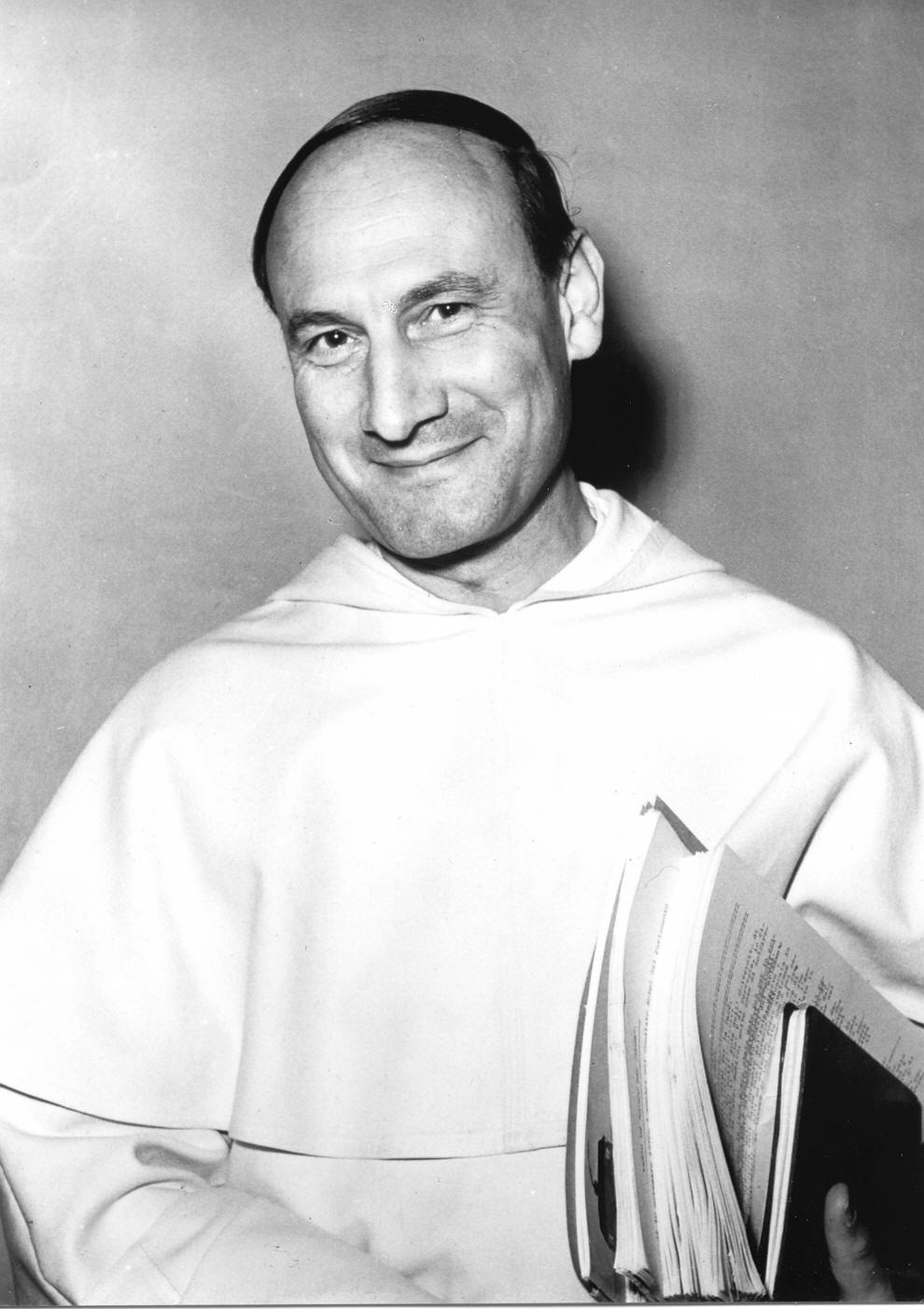
Dominique Pire (1958)

Dominique Pire (Georges Charles Clement Ghislain Pire) (* 10. Februar 1910 in Dinant, Belgien; † 30. Januar 1969 in Löwen) war ein belgischer Dominikaner, Gründer von Hilfsorganisationen und Friedensnobelpreisträger.

## Leben und Werk
1914, mit Beginn des Ersten Weltkriegs musste Georges Pire vor den deutschen Truppen aus Belgien nach Frankreich fliehen. Erst vier Jahre später konnte die Familie zurückkehren und fand ihr Haus zerstört vor. Diese Erfahrung prägte ihn, so dass er sich später intensiv für Flüchtlinge einsetzte.
Georges Pire besuchte ein humanistisches Gymnasium und studierte anschließend für zwei Semester Philosophie. 1928 trat er den Dominikanern des La Sarte-Kloster in der Nähe von Huy bei und nahm den Ordensnamen Dominique an. Parallel studierte er weiter und schloss von 1932 bis 1936 ein Studium der Theologie an der Universität Angelicum in Rom an. 1934 wurde er zum Priester geweiht. 1936 erfolgte die Promotion über „Die Infiltration der Lehre der Stoiker in christlichen Schriften des 2. Jahrhunderts“, anschließend studierte er ein weiteres Jahr Sozial- und Politikwissenschaften an der Universität in Löwen in Belgien. Von 1937 bis 1947 lehrte er Moralphilosophie an der Ordensschule des La Sarte-Klosters.

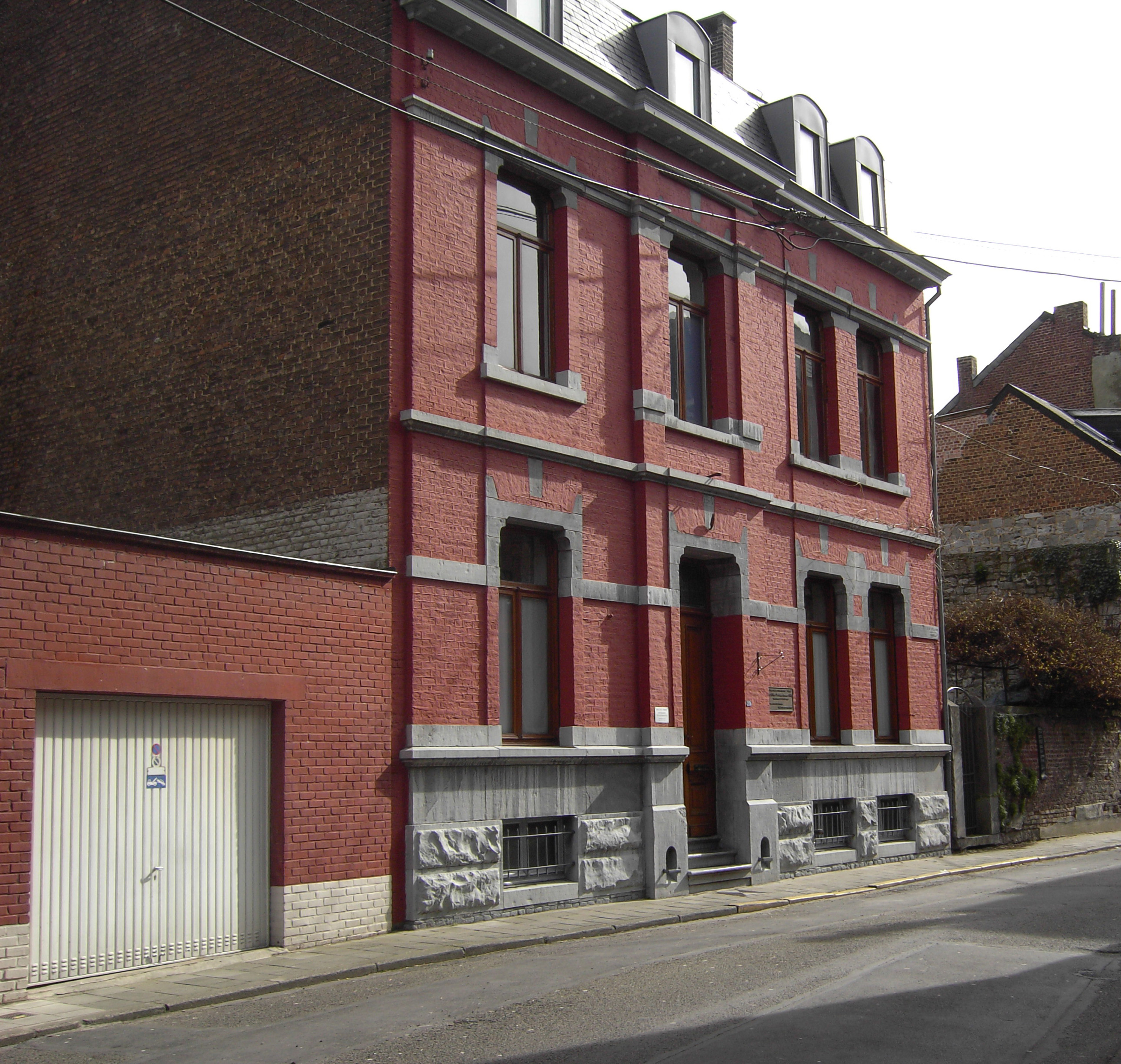
Geburtshaus von Dominique Pire in Dinant

Dominique Pire begründete 1938 zwei Wohltätigkeits-Vereinigungen, welche sich mit verlassenen und an gefährdeten Plätzen lebenden Kindern, meist Waisenkindern, befassten. Dabei handelte es sich um den Service d’Entraide Familiale („Familienunterstützungsdienst“) sowie die Stations des Pleins Air de Huy als Hilfsstationen im Freien in der „guten Luft von Huy“. In letzteren wurden vor allem im Zweiten Weltkrieg Kinder aus bombengefährdeten Gebieten Belgiens und Frankreichs aufgenommen. Während des Zweiten Weltkrieges nahm er selbst am Widerstand teil und schmuggelte unter anderem alliierte Piloten aus dem Land. Teilweise arbeitete er auch für den Geheimdienst.
1949 gründete er die Organisation Aide aux Personnes Déplacées („Hilfe für heimatlose Menschen“), die als Ziel die moralische und finanzielle Hilfe für Displaced Persons (DPs) hatte. Er organisierte auf diese Weise vor allem materielle Hilfe für etwa 60.000 Menschen, die aus ihren Heimatländern verschleppt oder auf andere Weise heimatlos waren und in DP-Lagern in Österreich lebten. Er organisierte außerdem die Sponsorship-Bewegung, bei der etwa 15000 heimatlose Kinder von westeuropäischen Familien adoptiert wurden.
Zwischen 1950 und 1954 gründete er in Belgien vier Heime für alte Flüchtlinge: in Huy (1950), Esneux (1951), Aertslaer (1953) und Braine-le-Comte (1954).
Zwischen 1955 und 1962 organisierte er die Entstehung der so genannten Europadörfer in Deutschland, Österreich und Belgien. Dabei entstand das erste Dorf 1956 bei Aachen, ein weiteres im gleichen Jahr in Bregenz am Bodensee und ein drittes 1957 in Augsburg. Bis 1962 entstanden auf diese Weise sieben Europadörfer. 1958 wurde Pire für diese Aktivität der Friedensnobelpreis für seine Hilfe der Flüchtlinge zugesprochen.
Seine bekannteste Hilfsorganisation ist L’Europe du Coeur au Service du Monde („Europas Herz für Welthilfe“), die er 1959 gründete und die vor allem die Überwindung kultureller Unterschiede zum Ziel hat. Ein Jahr später gründete er außerdem das Mahatma Gandhi International Peace Center, welches als „Friedensuniversität“ für die Verbesserung der globalen Verständigung dienen sollte und bis heute existiert. 1962 gründete er zudem die erste Friedensinsel im Osten Pakistans, 1967 folgte eine weitere in Indien.
Dominique Pire starb im Alter von nur 58 Jahren nach Komplikationen einer Operation. Neben dem Friedensnobelpreis erhielt er zahlreiche weitere Auszeichnungen, darunter den Sonning-Preis. Außerdem wurde er bereits nach dem Zweiten Weltkrieg mit der französischen Widerstandsmedaille, dem französischen Kriegskreuz sowie dem Großen Bundesverdienstkreuz der deutschen Regierung ausgezeichnet und war Ritter der französischen Ehrenlegion. 1987 wurde der Asteroid (3228) Pire nach ihm benannt.